# Katie Stevens
Katherine Mari "Katie" Stevens (Southbury, Connecticut; 8 de diciembre de 1992) es una actriz y cantante estadounidense más conocida por terminar en octavo lugar en la novena temporada de American Idol y por interpretar a Karma Ashcroft en la serie de MTV Faking It y Jane Sloan en la serie de Freeform The Bold Type (2017- 2021).

## Biografía

### Primeros años
Stevens creció en Middlebury, Connecticut hija de Mark y Clara (nacida Francisco) Stevens. Ella se graduó de Pomperaug High School en Southbury en junio de 2010. Ella fue nombrada en 2009 como Westbury Outstanding Teen en Greater Watertown Scholarship Pageant.
Stevens es de ascendencia portuguesa por parte de su madre y habla portugués. Ella fue instrumental en la creación del Evan Gagnon Memorial Scholarship Fund, que otorga becas universitarias a estudiantes de Pomperaug High School (Evan Gagnon, quien murió en enero de 2009 a la edad de dos años, era hijo del profesor de español de Stevens.) Ella era un miembro del equipo de natación del equipo universitario de Pomperaug High School por cuatro años. Stevens primero realizó para una audiencia en la edad de cinco años, cuando ella cantó el himno nacional en una fiesta para un político en su ciudad natal.
Cuando tenía siete años, cantó "From This Moment On" en la boda de una tía. Ella ha sido activa en su comunidad de teatro local. Ella jugó a Dorothy en BSS Children's Theater y Main Street Theater en la producción de The Wizard of Oz. At Main Street Theater Stevens también desempeñó el papel de Sharpay en High School Musical y "The Cat" en Honk. Interpretó a Nellie Forbush en Pomperaug High School en el South Pacific junto a Gary Dwyer como Emile DeBeque. Ella actuó en el Carnegie Hall a la edad de 13.

## Carrera

### 2009–2010:American Idol

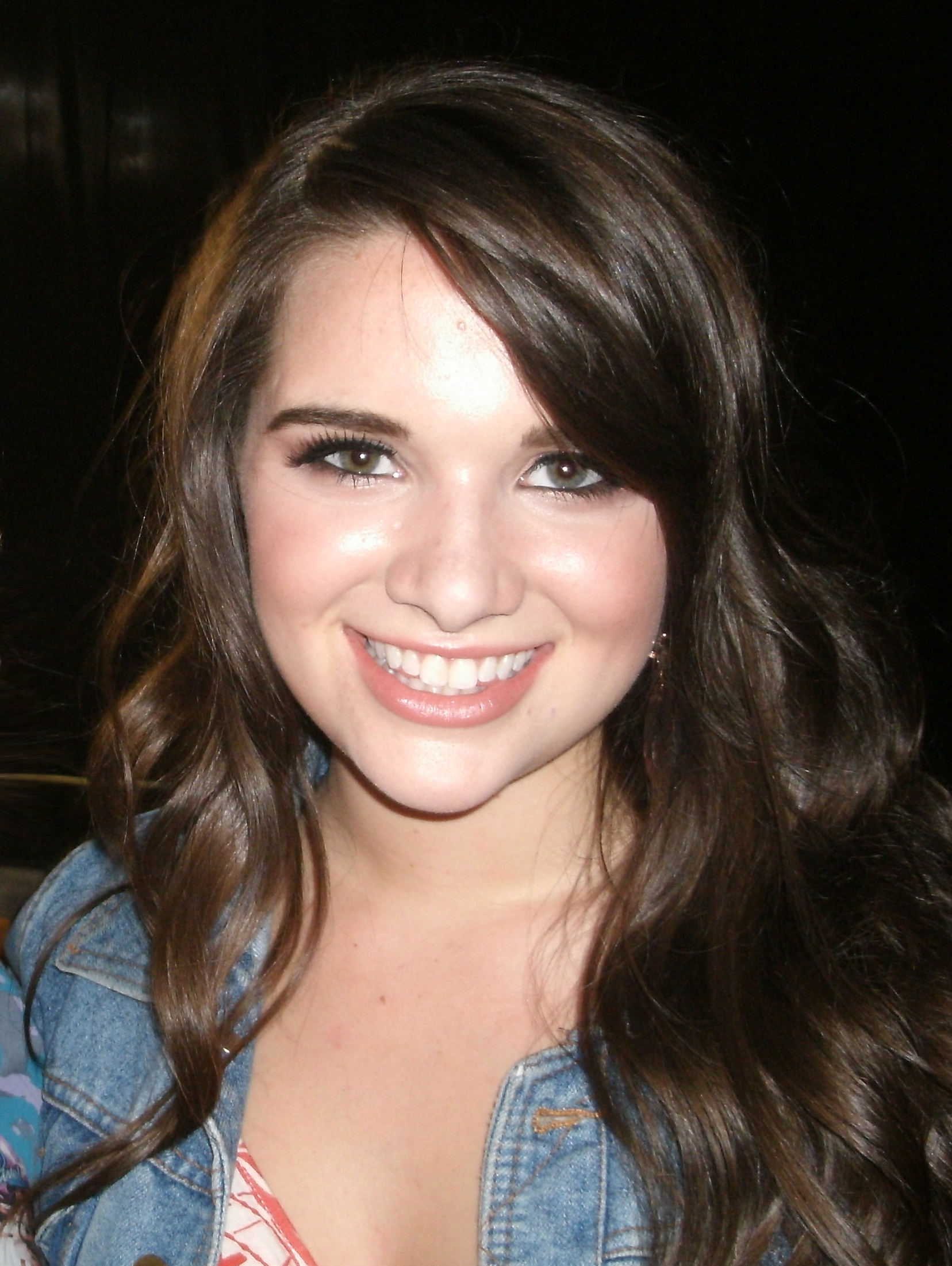
Katie Stevens en julio de 2010.

El 13 de agosto de 2009, ella audicionó para American Idol en Boston, Massachusetts y cantó "At Last", donde los cuatro jueces (incluyendo la jueza invitada Victoria Beckham) avanzó a Hollywood. En la audición de Boston, la jueza Kara DioGuardi la llamó una de las más talentosas de 16 años que había visto. En Hollywood, DioGuardi hizo la predicción, "Pdrías ser la ganadora potencial." El 24 de marzo de 2010, Stevens aterrizó en el fondo 3 durante la noche de eliminación, junto con Paige Miles and Tim Urban. Ella fue proclamada segura, dándole un lugar en la gira de verano de American Idol.
La mayoría de las críticas que los jueces le dieron habían sido con respecto a su tono, edad y elección de la canción. En su actuación de "Chain of Fools", DioGuardi le dijo que había encontrado donde pertenecía: R&B-pop, pero necesitaba trabajar para ser más joven. Ella aterrizó en el fondo tres la noche siguiente pero fue declarada segura, poniéndola en el Top 9.
En el Top 9 su performance de "Let It Be", todos los jueces pensaron que era una gran mejora. Ellen declaró que no estaría en el tercer lugar después de esa actuación. Simon dijo que ella había hecho lo que le dijeron que era Country, mientras que Kara y Randy no estaban de acuerdo, opinando que ella tiene más de una sensibilidad de R&B. Sin embargo, su actuación le aseguró una posición en el Top 8. Sin embargo, el Top 9 permaneció intacto durante otra semana debido a la salvación de los jueces de Michael Lynche. Ella fue eliminada de American Idol la semana siguiente el 14 de abril, junto con Andrew Garcia. Su eliminación llegó en segundo lugar en la noche de eliminación doble. Del 1 de julio al 31 de agosto de 2010 Stevens recorrió con los American Idols LIVE! Tour 2010. En gira, she sang "Here We Go Again" y "Fighter".

#### Actuaciones
| Semana #          | Tema                      | Canción elegida              | Artista u original        | Orden # | Resultado |
| ----------------- | ------------------------- | ---------------------------- | ------------------------- | ------- | --------- |
| Audición          | Elección del participante | At Last                      | Glenn Miller y su Orqesta | N/A     | Avanzó    |
| Hollywood         | First Solo Performance    | For Once in My Life          | Stevie Wonder             | N/A     | Avanzó    |
| Hollywood         | Group Performance         | No One                       | Alicia Keys               | N/A     | Avanzó    |
| Hollywood         | Second Solo               | Chasing Pavements            | Adele                     | N/A     | Avanzó    |
| Top 24 (12 Women) | Billboard Hot 100 Hits    | Feeling Good                 | Cy Grant                  | 12      | A salvo   |
| Top 20 (10 Women) | Put Your Records On       | Corinne Bailey Rae           | 4                         |         | A salvo   |
| Top 16 (8 Women)  | Breakaway                 | Kelly Clarkson               | 1                         |         | A salvo   |
| Top 12            | The Rolling Stones        | Wild Horses                  | The Rolling Stones        | 6       | A salvo   |
| Top 11            | Billboard #1 Hits         | Big Girls Don't Cry          | Fergie                    | 8       | Fondo 3   |
| Top 10            | R&B/Soul                  | Chain of Fools               | Aretha Franklin           | 7       | Fondo 3   |
| Top 9             | Lennon–McCartney          | Let It Be                    | The Beatles               | 2       | Safe      |
| Top 9             | Elvis Presley             | Baby, What You Want Me to Do | Jimmy Reed                | 8       | Eliminada |

### 2010–presente:Faking It

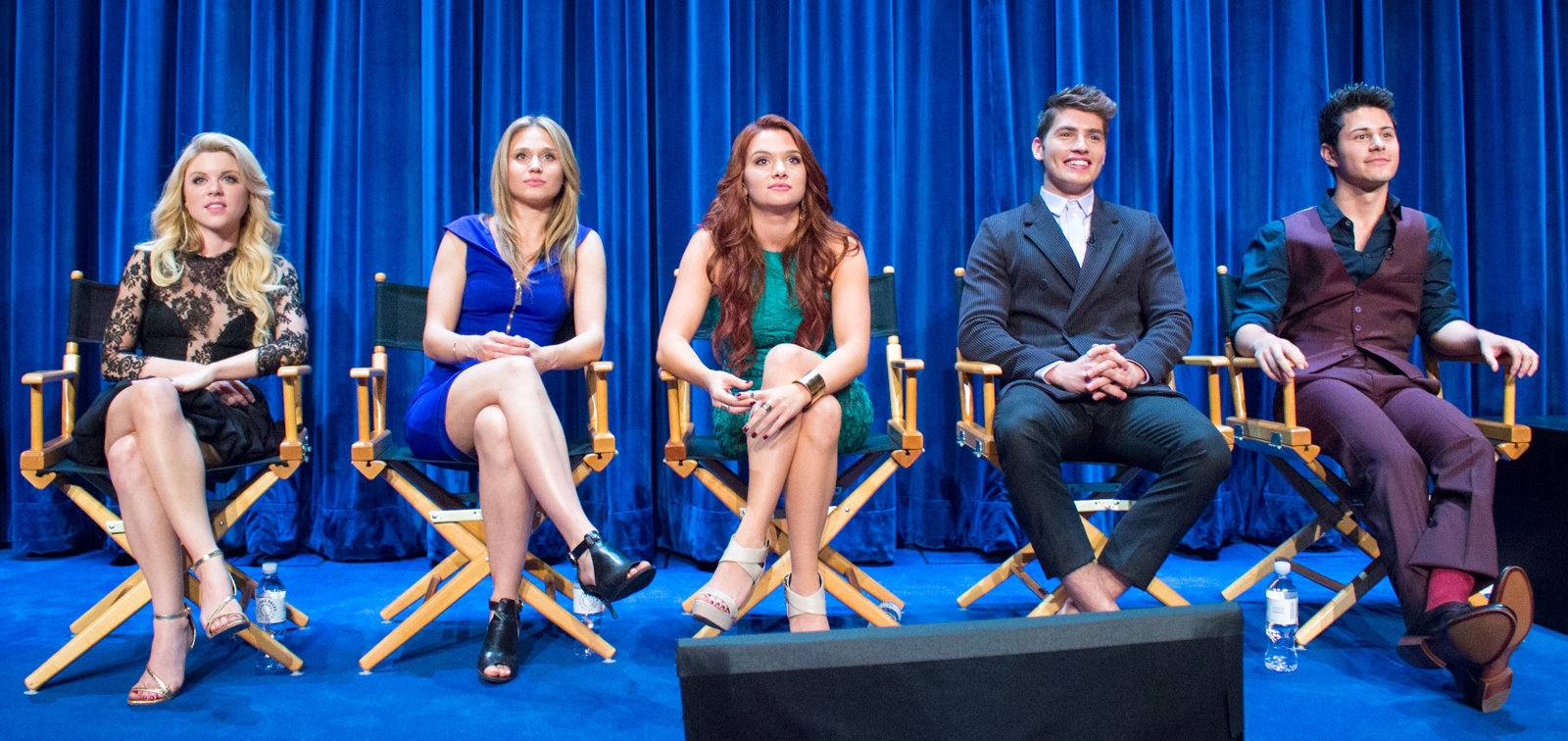
Stevens junto a sus Faking It coestrellas en septiembre de 2014.

Después de su eliminación, Stevens hizo varias apariciones en programas de entrevistas. El 16 de abril de 2010, apareció en The Ellen DeGeneres Show donde interpretó "Over the Rainbow". Stevens también apareció en Late Show with David Letterman junto con Andrew Garcia,[¿quién?] donde cantaron "Superhuman" de Chris Brown y Keri Hilson. Ella y Garcia aparecieron en Wendy Williams Show donde cantaron "Big Girls Don't Cry".
A principios de noviembre de 2010, ha escrito 9 canciones. Stevens fue invitada especial en Ídolos Portugal el 12 de diciembre de 2010, donde cantó "All I Want for Christmas Is You" de Mariah Carey. En junio de 2012, Stevens desempeñó el papel principal en la sensación de YouTube de "Beauty and the Beat" de Todrick Hall.
Ella ganó el papel de Karma Ashcroft en la comedia de MTV, Faking It, que fie estrenada el 22 de abril de 2014. En 2015, Stevens fue elegida para interpretar a Lindsey Willows en el episodio final de CSI Immortality.
Desde el 20 de junio de 2017, Stevens protagoniza la serie de televisión de Freeform, The Bold Type como Jane Sloan.

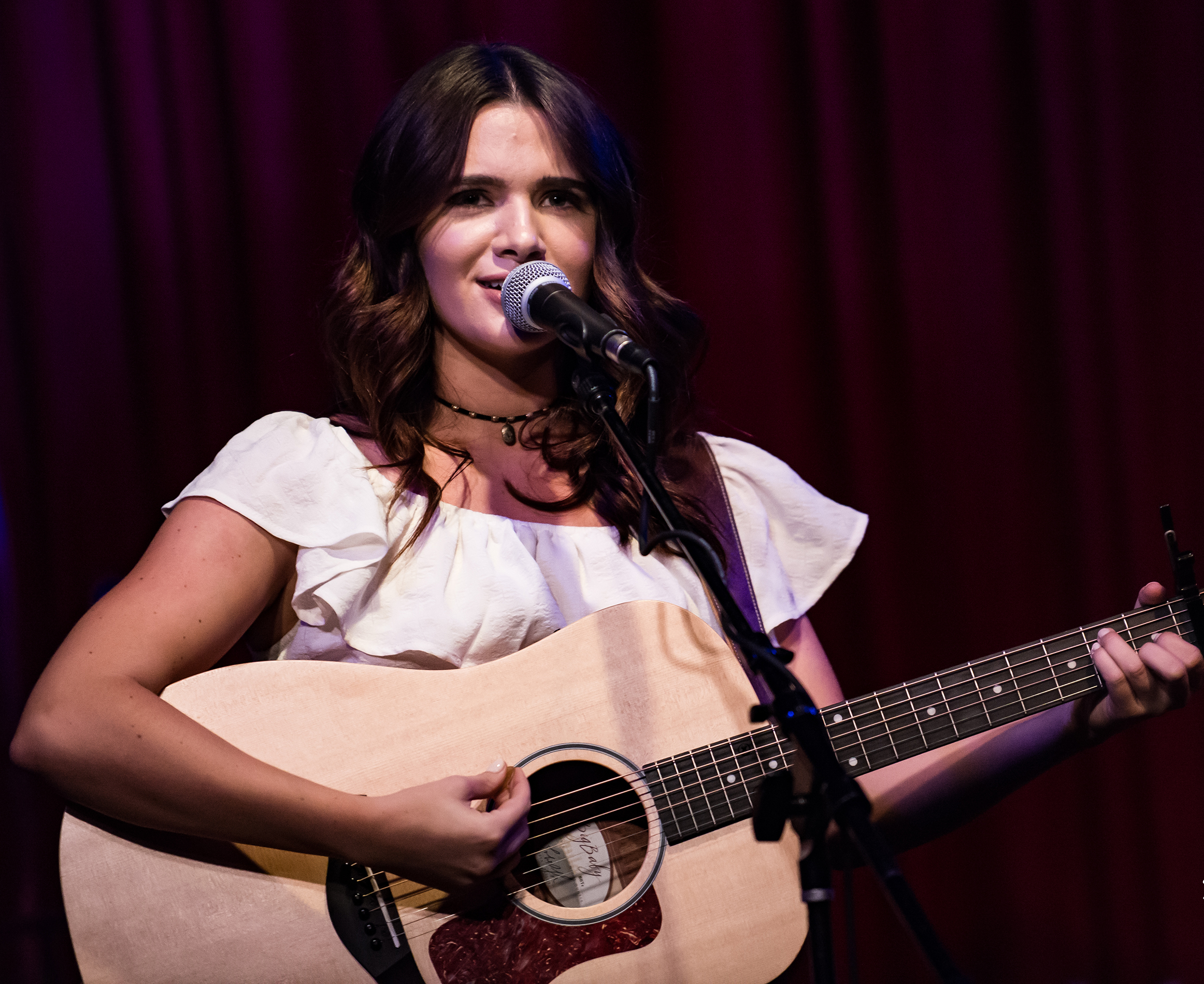
Katie Steven cantando en vivo en 2016

## Filmografía

### Cine
| Año  | Título                       | Personaje          | Observaciones   |
| ---- | ---------------------------- | ------------------ | --------------- |
| 2013 | Running Up That Hill         | Chica en la fiesta | Cortometraje    |
| 2014 | Friends and Romans           | Gina DeMaio        |                 |
| 2015 | Jimmy                        | Rachel             | Cortometraje    |
| 2016 | Billy Tupper's Knockout Bout |                    | Cortometraje    |
| 2019 | Polaroid                     | Avery              |                 |
| 2019 | Haunt                        | Harper             | Rol protagónico |

### Televisión
| Año       | Título                         | Personaje       | Observaciones                     |
| --------- | ------------------------------ | --------------- | --------------------------------- |
| 2014–2016 | Faking It                      | Karma Ashcroft  | Principal, 38 episodios           |
| 2015      | I'll Bring the Awkward         | Alexis Martin   | Episodio: "The Hammer of Destiny" |
| 2015      | CSI: Crime Scene Investigation | Lindsey Willows | Episodio: "Immortality"           |
| 2017-2021 | The Bold Type                  | Jane            | Elenco principal (36 episodios)   |

### Vídeos Musicales
| Año  | Título       | Artista    |
| ---- | ------------ | ---------- |
| 2017 | "How Not To" | Dan + Shay |

## Premios & Nominaciones
| Año  | Premio             | Categoría                   | Trabajo       | Resultado |
| ---- | ------------------ | --------------------------- | ------------- | --------- |
| 2018 | Teen Choice Awards | "Choice Summer TV Star"     | The Bold Type | Nominada  |
| 2018 | Imagen Awards      | "Best Actress - Televisión" | The Bold Type | Nominada  |